# 若尾謹之助
若尾 謹之助（わかお きんのすけ、1882年〈明治15年〉10月24日 - 1933年〈昭和8年〉1月25日）は、明治末から昭和初期の実業家、政治家。貴族院多額納税者議員。

## 経歴
山梨県出身。若尾民造の三男として生まれる。1911年（明治44年）東京帝国大学法科大学政治学科を卒業し実業界に入る。
1917年（大正6年）父の死去に伴い三男であったが二人の兄が早逝していたため家督を相続した。若尾銀行頭取、若尾保全社長、常盤生命代表取締役、若尾貯蓄銀行代表取締役、日本電化代表取締役、日本電気炉工業取締役、日本電球取締役、東京電燈取締役、東京瓦斯取締役、日本機械製造監査役、甲府商業会議所常議員、甲府市商業学校商議員などを務めた。
1925年（大正14年）9月29日、貴族院多額納税者議員に就任し、研究会に所属して活動し1929年（昭和4年）4月30日に辞職した。
また、1915年（大正4年）に山梨県志編纂会を設立して『山梨県志』の刊行を計画したが実現できなかった。
1933年1月25日、肝臓癌のため死去した。

## 著作
- 『おもちゃ籠』若尾謹之助、1915年。

## 親族
- 妻 若尾ハル（西寛二郎陸軍大将三女）[4][9]